# بندر کوبه

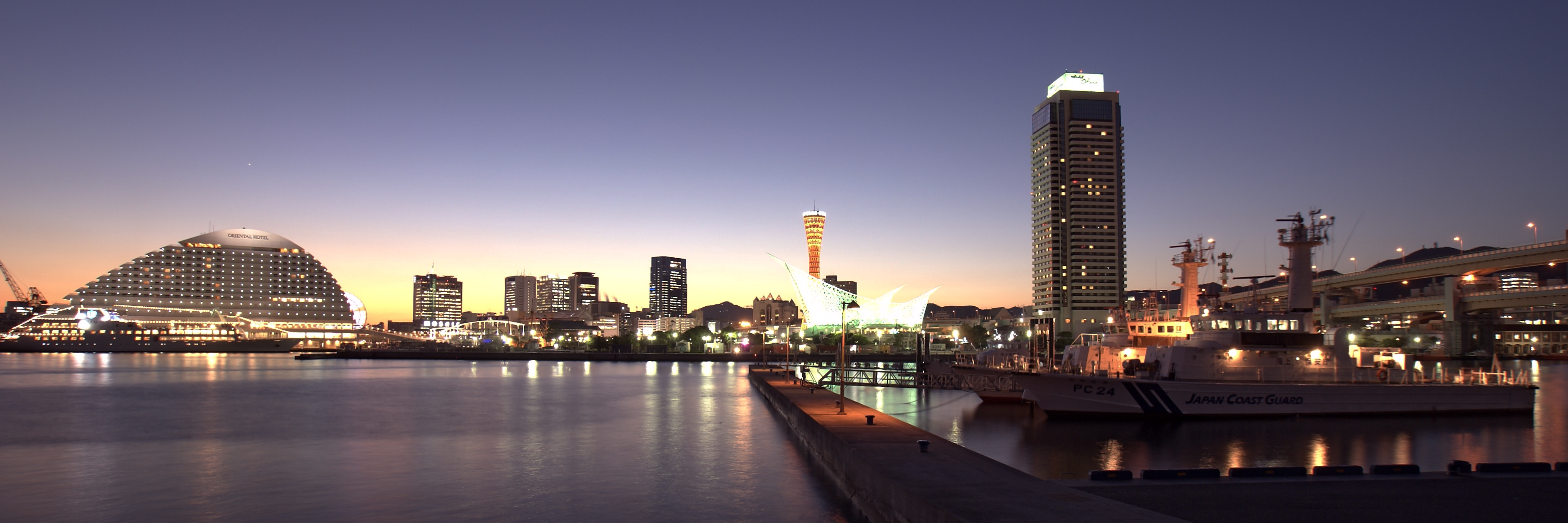
بندر کوبه در شب

بندر کوبه یکی از بندرهای ژاپن در استان هیوگو است، کوبه شهری است با یک میلیون و  ۵۰۰هزار نفر جمعیت که در  ۶۰۰کیلومتری غرب توکیو قرار دارد. بندر کوبه پنجمین شهر بزرگ ژاپن شمرده می‌شود. قدمت این بندر به قرن دهم میلادی باز می‌گردد. این شهر در گذشته از مهم‌ترین شهرهای ژاپن به شمار می‌آمد اما در زلزلهٔ هانشین سال ۱۹۹۵ در این شهر٬ بسیاری از امکانات و خدمات در این شهر از بین رفت و با وجود تعمیرات بسیار این شهر هرگز موقعیت سابق خود را به دست نیاورد.

## شهرهای خواهر
- روتردام٬ هلند - ۱۹۶۷
- سیاتل، واشینگتن٬ ایالات متحده آمریکا - ۱۹۶۷
- بندر تیانجین٬ چین - ۱۹۸۰